# Stati Uniti d'America ai XIII Giochi olimpici invernali
Gli Stati Uniti d'America parteciparono ai XIII Giochi olimpici invernali, svoltisi a Lake Placid, Stati Uniti, dal 14 al 23 febbraio 1980, con una delegazione di 101 atleti impegnati in dieci discipline.